# Orzeł Biały (organizacja konspiracyjna)
Orzeł Biały – organizacja konspiracyjna w obwodzie olkuskim. Założona jesienią 1939 przez Feliksa Nawrota. Organizacja gromadziła broń i amunicję, prowadziła nasłuch radiowy i redagowała wydawaną metodą powielaczową gazetkę konspiracyjną „Przedświt”, a później „Wyzwolenie”. Jednym z uczestników był Feliks Tabaka, który został aresztowany przez Gestapo i trafił do Auschwitz, gdzie w marcu 1942 został zamordowany.